# 루간스크 남동군
루간스크 남동군(러시아어: Армия Юго-Востока) 또는 간단하게 남동군은 우크라이나 루한스크(루간스크)의 정부 청사를 점령한 친러시아 무장 단체의 이름이다. 가디언 지에 따르면, 이 조직은 이전 베르쿠트 기동대에 속했던 군인이라고 말한다. 2014년 9월 16일, 돈바스 인민군과 연합하여 연합 노보로시야군이 되었다.